# Палава-кани
Пала́ва-ка́ни (англ. Palawa kani) — искусственный язык, разрабатываемый с 1992 года на базе сохранившихся элементов естественных языков коренных народов австралийского штата Тасмания, вымерших в результате геноцида тасманийцев и последующей ассимиляции выживших. Авторами проекта стали сотрудницы Центра аборигенов Тасмании Тереза Сейнти, Дженни Лонджи и Джун Скалторп.

## Признание
Топонимы на языке палава-кани признаются правительством штата как официальные альтернативные названия географических объектов, аналогичные по статусу названиям на сохранившихся до сих пор естественных языках других народов Австралии. Так, река Теймар носит название Kanamaluka, а гора Веллингтон — Kunanyi.
Язык палава-кани входит в базу языков австралийских аборигенов и аборигенов островов Торресова пролива AUSTLANG вопреки тому, что не является и никогда не являлся родным для какого-либо из коренных народов региона.
Речь на палава-кани звучит в австралийском художественном фильме «Соловей» (2018), действие которого разворачивается на Тасмании в 1820-е годы.